# Vedran Rožić
Vedran Rožić (Trogir, 2. studenog 1954.) je bivši hrvatski nogometaš, igrač Hajduka i jugoslavenski reprezentativac, nogometni trener i političar.

## Igračka karijera u Hajduku
Karijeru je započeo u lokalnom trogirskom klubu NK Slaven, a potom pristupa juniorima Hajduka. Prvi službene nastup u prvoj momčadi Hajduka imao je sa 17 godina na utakmici protiv Crvene zvezde u Splitu. Prvi put je, na prvoligaškoj utakmici, nastupio za Hajduk 5. studenog 1972. na gostovanju u Tuzli, protiv Slobode. Bio je najmlađi član Ivićeve "zlatne" generacije, te posljednji igrač te generacije koji je ostao igrati u Hajduku (ne računajući desetak utakmica koje je Luka Peruzović odigrao u jesen 1986., na koncu karijere, po povratku iz Belgije) i posljednji u nizu kapetana Hajduka iz te generacije. Spada među igrače koji su odigrali najviše utakmica u Hajdukovom dresu. Ukupno je za Hajduk odigrao 595 utakmica i postigao 12 pogodaka, od toga ukupno 304 prvoligaških mečeva u kojima je postigao dva gola. Kao igrač, s Hajdukom je osvojio 3 prvenstva Jugoslavije (1973./74., 1974./75. i 1978./79.) i 5 puta kup (1973., 1974., 1975./76., 1976./77. i 1983./84.). Za Hajduk je odigrao veliki broj međunarodnih kup utakmica protiv vrhunskih protivnika (St. Étienne, PSV, Atlético Madrid, Arsenal, HSV, Stuttgart, Valencia, Sparta Prag, Honvéd, Bordeaux, Universitatea Craiova, Tottenham Hotspur i drugi), a najveći uspjeh postigao je u sezoni 1983./84. plasmanom u polufinale Kupa UEFA (Hajduk – Tottenham 2:1, 0:1). Za jugoslavensku reprezentaciju (1978. – 1983.) odigrao je 10 utakmica; prvi put je nastupio 1978. protiv Irana (0:0) u Teheranu, a posljednji put 1983. protiv Švicarske (2:0) u Baselu.

## Egzil u Australiji
U ljeto 1984., u pauzi između dva prvenstva, prihvatio je poziv kluba hrvatskih iseljenika Croatia Sydney da ode u Australiju na dva mjeseca i nastupa za njih kao gost igrač. Kako je Rožić i to vrijeme bio kapetan Hajduka, jugoslavenski reprezentativac i smatran u svakom pogledu uzornim igračem, a Croatia Sydney bila klub koji je službena jugoslavenska politika smatrala uporištem ekstremne emigracije i mediji nazivali ustaškim, njegov je odlazak izazvao veliki skandal, navukao je na sebe bijes državnih organa i javnih glasila, pa se nije mogao vratiti u zemlju, nego je narednih šest godina ostao u Australiji, kao igrač i trener Croatije s kojom je 1987. osvojio kup Australije. 1988. Croatia je igrala finale doigravanja elitne lige Australije (tadašnja NSL liga), izgubivši na penale, nakon 2:2 u regularnom vremenu.

## Djelatnost nakon prestanka aktivnog bavljanja nogometom
U Hrvatsku se vratio 1990., prustupio HDZ-u i uključio u politiku.  Postao je član upravnog odbora Hajduka, a 1992. i direktor kluba. Upravljao je klubom u uspješnom razdoblju tijekom kojega su osvojena 3 hrv. prvenstva (1992., 1993./94. i 1994./95.) i 2 kupa (1992./93. i 1994./95.), a u sezoni 1994./95. Hajduk je igrao u četvrtfinalu Lige prvaka (izgubio od Ajaxa). Zatim je postao direktor reprezentacije Hrvatske i sudjelovao u osvajanju brončane medalje na SP-u u Francuskoj 1998. Član Izvršnog odbora HOO-a od 1992. do 1996.  Direktor Hajduka bio je do 2000. godine, kada je s nekolicinom drugih najviših čelnika kluba (Ivan Buljan, Bartol Kaleb, Nadan Vidošević, Ivica Šurjak) optužen za utaju poreza od 4,5 milijuna njemačkih maraka i milijun dolara, te je neko vrijeme proveo i u pritvoru.
2004. izabran je, na listi HDZ-a, za gradonačelnika Trogira, a 2008. za saborskog zastupnika. Dana 28. srpnja 2011. ukinut mu je zastupnički imunitet kako bi se protiv njega mogao pokrenuti kazneni postupak za malverzacije u Hajduku u vrijeme dok je bio direktor kluba, pod sumnjom da je iznos od 635.000 tadašnjih njemačkih maraka uzeo iz blagajne Hajduka te zadržao taj novac, a od blagajnika tražio da se upiše kako je taj novac dan za "posebne namjene". Uz Rožića optuženi su i Ivan Buljan, bivši direktor Hajduka, kao i bivši financijski direktor Bartul Kaleb, da su iz kluba izvukli oko 25 milijuna tadašnjih njemačkih maraka. Prema optužbi, oko sedam milijuna maraka Buljan i Rožić zadržali su za sebe a oko 18 milijuna završilo je u crnoj blagajni. Optuženi su također i da su oko 100 tisuća kuna isplatili nekim tvrtkama bez obveze da ovi taj novac i vrate. Tijekom istrage proveli su 20 dana u pritvoru.

## Igrački profil
Počeo je karijeru na mjestu lijevog braniča, u paru s Džonijem, nakon što je definitivno bilo jasno da je karijera Marina Lemešića, zbog teške ozljede, prerano okončana. U punoj igračkoj zrelosti, nakon odlaska Holcera u inozemstvo, igrao je libera. Iako na izgled spor, to je kompenzirao izvanrednom nogomentom inteligencijom, pregledom i osjećajem za igru, a odlikovao se i mirnoćom, staloženošću, te suptilnom tehnikom, neuobičajenom za obrambenog igrača.

## Vanjske poveznice
- Službeni sajt HNK Hajduk.
- Nogometni leksikon
- Službena stranica Grada Trogira.
- Stranica Vedrana Rožića na sajtu Hrvatskog Sabora.  Arhivirana inačica izvorne stranice od 27. rujna 2011. (Wayback Machine)